# Emile Stijnen
Joannes Emilius "Miel" Stijnen (Antwerpen, 2 november 1907 - Borgerhout, 27 maart 1997) was een Belgisch voetballer die speelde als middenvelder. Hij voetbalde in Eerste klasse bij Berchem Sport en Royal Olympic Club de Charleroi en speelde 31 wedstrijden met het Belgisch voetbalelftal.

## Loopbaan
Stijnen debuteerde in 1927 als centerhalf in het eerste elftal van Berchem Sport, dat actief van in Eerste klasse en veroverde er al dadelijk een basisplaats. In 1931 behaalde Stijnen met de ploeg de derde plaats in de eindrangschikking maar twee jaar later degradeerde de ploeg naar Tweede klasse. De ploeg verbleef slechts één seizoen in Tweede en steeg in 1934 terug naar de hoogste afdeling. Stijnen bleef daarna er nog één seizoen spelen.
In 1935 zat Berchem in geldnood waardoor het zijn beste spelers van de hand moest doen. Stijnen trok samen met onder andere Constant Joacim naar het ambitieuze Royal Olympic Club de Charleroi, dat op dat moment actief was in Bevordering. De ploeg werd onmiddellijk kampioen en steeg naar Tweede klasse. Het seizoen nadien speelde de ploeg opnieuw kampioen en promoveerde naar Eerste klasse. Stijnen bleef er nog spelen tot in 1943 toen hij een punt zette achter zijn spelersloopbaan op het hoogste niveau. In totaal speelde Stijnen 209 wedstrijden in Eerste klasse en hij scoorde hierbij 58 doelpunten.
Tussen 1932 en 1939 speelde Stijnen 31 wedstrijden met het Belgisch voetbalelftal waarvan 16 wedstrijden als aanvoerder. Hij wist één doelpunt te scoren voor de Rode Duivels. Op het Wereldkampioenschap voetbal 1938 in Frankrijk speelde hij mee in de wedstrijd van de achtste finale.

## Trainer
Werd tijdens zijn carrière al techniek trainer bij OC Charleroi en ging na carrière in 1943 aan de slag bij Union Namur en vervolgens in 1946 van Beerschot AC en bleef hier zes seizoenen.In 1952 AEC Mons en vervolgens 1954 terug naar Union Namur en 1959 naar FC Malinois voor twee jaar.Stijnen ging dan nog als trainer naar OLSE Merksem voor twee jaar en naar Excelsior FC Hasselt voor een jaar en ging als jeugdtrainer dan aan de slag bij FC Malinois. Aantal jaren later zou hij ook nog Wezel Sport trainen.